# Syllepis latimarginalis
Syllepis latimarginalis là một loài bướm đêm trong họ Crambidae.